# عبد الله الأول بن الحسين
عبد الله الأول بن الحسين بن علي الهاشمي (1299- 1370 هـ / 1882- 1951 م) مؤسس المملكة الأردنية الهاشمية وأول ملوكها. يُعرف بلقب «الملك المؤسس». أصبح عبد الله أميرًا على إمارة شرق الأردن (الأردن فيما بعد) بعد الثورة العربية الكبرى التي قادها والده الشريف الحسين بن علي ضد الدولة العثمانية خلال الحرب العالمية الأولى.
وُلد في عام 1882 في مكة المكرمة وهو الابن الثاني للشريف الحسين بن علي الذي أنجب أربعة أبناء: (علي وعبد الله وفيصل وزيد). خلف علي والده كثاني ملوك الحجاز ولكنه تنازل في العام التالي، بينما أصبح فيصل ملكًا على العراق باسم فيصل الأول وعبد الله أميرًا على إمارة شرق الأردن.
تلقّى تعليمه الأساسي في مكة المكرمة وأكمله في إسطنبول، وكان عنده اطلاع واسع على الأدب العربي والتركي، وكان شاعرًا وأديبًا، ازدهرت في بلاطه المجالسُ الأدبية. كما عُرف عنه تعلقه الشديد بعلوم الدين والتراث وحبه للخيول.
قاد الملك عبد الله الأول القوات العربية إبان الثورة العربية الكبرى تحت الراية الهاشمية مستلهمًا أفكار والده. ومع نهاية الحرب العالمية الأولى، حررت الثورة العربية الكبرى دمشق والأردن الحديث ومعظم منطقة شبه الجزيرة العربية. وتولى الملك فيصل عرش سوريا لكنه تخلى عنه بعد معركة ميسلون وتسلم عرش العراق. وفي تموز 1920م احتل الفرنسيون سوريا، وجاءت برقيات استغاثة من السوريين إلى الشريف الحسين بن علي، فأوفد ابنه الأمير عبد الله إلى معان قادمًا من الحجاز على رأس قوة عسكرية.
أسس الملك عبد الله إمارة شرق الأردن في 11 نيسان 1921م وأقام أول نظام حكومي مركزي في مجتمع معظمه عشائري وبدوي. وطوال السنوات الثلاثين التالية، ركّز على بناء الدولة، ووضع الأطر المؤسسية للأردن الحديث. سعى إلى الحكم الذاتي والاستقلال بإقامة شرعية ديمقراطية، نتج عنها وضع أول دستور للأردن في عام 1928 عُرف باسم القانون الأساسي، وأُُجريت الانتخابات لأول برلمان في عام 1929م. وخلال هذه العقود الثلاثة أيضًا، عقد الأمير عبد الله سلسلة من المعاهدات بين إنجلترا وإمارة شرق الأردن، كان آخرها في 22 آذار 1946م التي عُرفت بالمعاهدة الإنجليزية - الشرق أردنية والتي أنهت الانتداب البريطاني وحققت لشرق الأردن استقلالًا كاملًا، لتصبح الدولة باسم «المملكة الأردنية الهاشمية» في 25 أيار 1946م.
تزوج الملك عبد الله الأول من الملكة مصباح بنت ناصر ورُزقا بالملك طلال والأميرة هيا. كما تزوج من عالية أركان (سوزديل خانم) ورُزقا بالأمير نايف والأميرة مقبولة والأميرة منيرة.
اغتيل الملك عبد الله عند مدخل المسجد الأقصى بالبلدة القديمة في القدس بينما كان يهم لأداء صلاة الجمعة في المسجد الأقصى. أطلق القاتل الرصاص عليه من مسافة قريبة حيث كان مختبئًا خلف البوابة الرئيسية للمسجد وقتل على الفور برصاص الحرس الشخصي للملك. نقل جثمان الملك عبد الله إلى عمان ودفن في المقابر الملكية.

## حياته

### طفولته وتعليمه
ولد عبد الله الأول في مكة المكرمة في 14 ربيع الأول 1299هـ الموافق 2 فبراير عام 1882م، وهو الابن الثاني للشريف الحسين بن علي من زوجته وابنة عمِّه عابدية بنت عبد الله بن محمد بن عبد المعين وهي من عبادلة بني هاشم. توفيت والدته عندما كان في الخامسة من عمره. فكفلته جدة والده لأبيه وهي الشيخة صالحة بنت غرم الشهرية العسبلية أم علي بن محمد بن عبد المعين. وهكذا نشأ الملك المؤسس تنشئة عربية محضة وفي وسط النساء العربيات من بني شهر، واطلع على تاريخ القبائل وأعراف البدو، فنال من ثقافتهم وعرف العادات القبلية. ثم بدأ يتعلم القرآن على يد الشيخ ياسين إمام والده آنذاك وشريف مكة وأميرها، وقد وعد الشيخ ياسين أن يعطي عبد الله الأول جمل لتشجيعه على القراءة بسبب حب عبد الله للجمال وتعلقه الشديد بها، وفعلاً أحضر الشيخ ياسين الجمل، وربطه في ناحية من المكان المخصص للدراسة، فكان عبد الله يظل عند الجمل عندما يوضع له العلف ولا يغادره قبل أن ينتهي العلف. كان الأمير عبد الله بن الحسين متعلقا بشدة باللغة والدين والتراث والخط والخيل مقارنة بإخوته.
طلب الأتراك من والده الحسين بن علي التوجه إلى إسطنبول لإبعاده عن الحجاز بسبب معارضة الحسين لسياسة عمه شريف مكة آنذاك عون الرفيق وخلافه معه في إدارة إمارة الحجاز، كان عبد الله يبلغ من العمر 12 عامًا عندما لحق بوالده إلى إسطنبول، فأكمل تعليمه هناك ونهل من العلوم ما لم يتعلمه وهو طفل، وتعلم التركية واطلع على الأدب العربي والأدب التركي، وهو من الهاشميين القلائل الذين أُتيحت لهم هذه الفرصة، فأصبح فصيح اللسان عالماً باللغة والدين والآداب الأخرى. عاصر عبد الله في أسطنبول العديد من الحروب مثل الحرب الروسية اليابانية والحرب الأميركية الاسبانية والحرب التركية اليونانية والعدوان الإيطالي على الحبشة، وأصبح والده في إسطنبول عضواً في مجلس الشورى في الدولة. عاد عبد الله مع أبيه الشريف الحسين بن علي (الذي أصبح شريف مكة وأميرها) إلى الحجاز عام 1908 وكان يبلغ من العمر 27 عامًا، أي بعد 15 عامًا قضاها مع والده في منفاه في إسطنبول.

### قبل تأسيس الإمارة
تقلّد عبد الله مناصب عدة بعد عودته، ففي عام 1909 انتُخب نائباً لمكة المكرمة في مجلس المبعوثان (مجلس النواب) العثماني، ثم وكيلاً ثانياً (نائباً لرئيس المجلس) وهو نفس العام الذي رُزق فيه بابنه الأول طلال.

### الثورة العربية الكبرى وما بعدها
بعد إعلان الثورة العربية الكبرى عام 1916 تولىّ الأمير عبد الله قيادة الجيش الشرقي، وهاجم القوات التركية المتمركزة في مدينة الطائف وأَجبر الوالي الفريق غالب باشا على الاستسلام. وبقي الجيش الشرقي مع الجيش الجنوبي يحاصران القوات التركية في المدينة المنورة حتى استسلام واليها. اشترك مع والده بعد الثورة العربية الكبرى في إنشاء حكومة مستقلة في الحجاز، وتقلّد فيها منصب وزارة الخارجية.
وبعد معركة ميسلون في 24 يوليو عام 1920 وخروج شقيقه الملك فيصل الأول من سوريا، أصبح شرق الأردن مركزاً للأحرار العرب، فاتصل زعماء الحركة العربية ورجال السياسة وشيوخ القبائل بالشريف الحسين بن علي يطلبون منه إرسال أحد أبنائه لتحرير سوريا من الاستعمار الفرنسي.

## مؤتمر أم قيس

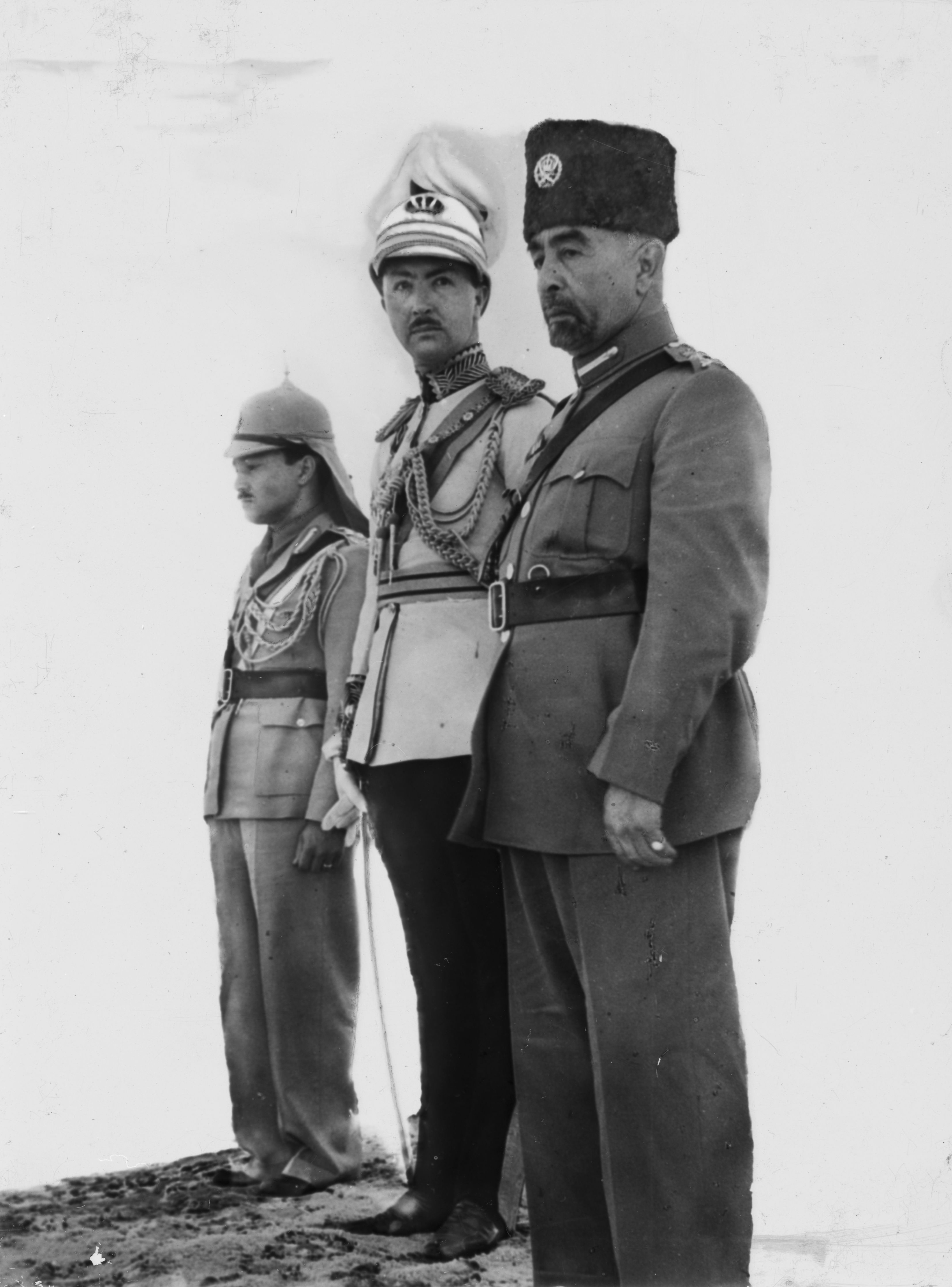
تتويج الملك عبد الله في عمّان وبجانبه ابنه نايف و عبد الإله بن علي الهاشمي سنة 1946م

في تلك الأثناء عقد أهالي إمارة شرق الأردن مؤتمر أم قيس في 2 سبتمبر عام 1920 وحضره الميجر «سمرست» كمندوب عن المندوب السامي البريطاني في فلسطين الذي كان مقيما في طبريا حينها، وقد نتج عن هذا الاجتماع ما عُرف باسم معاهدة «أم قيس» بعد عشرة أيام تقريبا من اجتماع السلط الذي كان في 21 آب 1920م. احتوت المعاهدة على "16" بنداً تعكس الرؤيا البعيدة لأهالي شرق الأردن ووعيهم السياسي، وحسِّهم الوطني وغيرتهم على الأرض العربية جميعا. اتفق المجتمعون على الدعوة لإنشاء حكومة عربية وطالبوا أن يكون لهذه الحكومة أمير عربي، كما تضمنت المعاهدة البنود التالية:
- أولاً: أن يكون لهذه الحكومة أمير عربي.
- ثانياً: أن يكون لها مجلس عام للإدارة وسن القوانين.
- ثالثاً: أن لا يكون لها أدنى علاقة بفلسطين.
- رابعاً: الدعوة لمنع الهجرة اليهودية منعاً باتاً ومنع بيع الأراضي لليهود أيضاً.
- خامساً: أن يكون للحكومة جيش وطني.
- سادساً: للحكومة وحدها الحق في إبقاء السلاح مع الأهالي أو تجريدهم منه.
- سابعاً: العفو عن المجرمين السياسيين داخل المنطقة.
- ثامناً: حرية التجارة مع المناطق المجاورة، وإعطاء البلاد حقها من واردات الجمارك في سوريا.
- تاسعاً: الطلب بأن تتولى الحكومة الوطنية إدارة سكة حديد الحجاز كونها وقفا إسلاميا.
- عاشراً: يكون شعار هذه الحكومة العلم السوري (الذي أصبح فيما بعد علم المملكة الأردنية الهاشمية).
- حادي عشر: تقدم بريطانيا لهم السلاح والعتاد والأدوات الفنية.
- ثاني عشر: تكون بريطانيا منتدبة على عموم سوريا تأميناً للوحدة.
- ثالث عشر: يكون نهر الأردن الحد الغربي للمنطقة.
- رابع عشر: يكون للحكومة معتمدون في الخارج لتمثيلها.
- خامس عشر: تكون المراجعات مع المندوب السامي باعتباره نائب ملك بريطانيا.
- سادس عشر: تتعهد بريطانيا بصد الفرنسيين إذا أرادوا اجتياز الحدود.

## الوصول إلى معان

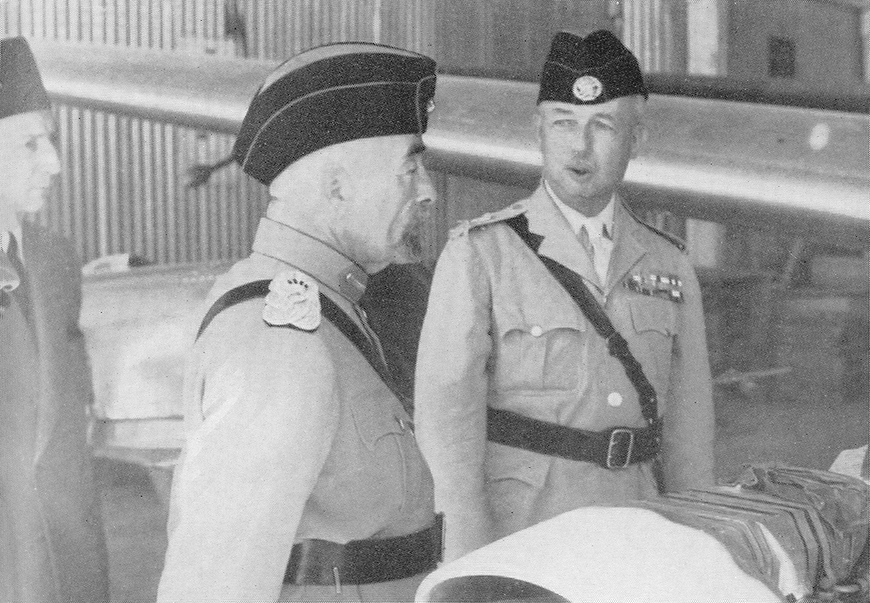
الملك عبد الله مع الجنرال غلوب باشا قبل اغتياله بيوم.

استجاب الأمير عبد الله لرغبة والده الشريف الحسين بن علي ورغبة الوطنيين الأردنيين ومن جاء إلى شرقي الأردن من السوريين، وشد الرحال إلى شرقي الأردن، وودع الحسين بن علي ابنه الأمير عبد الله في مكة مباركا خطواته. وصل الأمير عبد الله إلى معان قادما بالقطار من المدينة المنورة بعد سفر طويل دام سبعة وعشرين يوما بسبب خراب خط الحديد الحجازي وحاجة القطار للوقود، ووصل إلى معان في نوفمبر عام 1920، رافق الأمير عبد الله إلى شرقي الأردن من الأشراف كل من: الشريف شاكر بن زيد، والشريف علي بن الحسين الحارثي وأخوه محسن، والشريف محمد بن علي البديوي، وخمسة من الأشراف العبادلة، ومرافقه الخاص القائد حامد الوادي، وحسين الشقراني، وجعفر ومنصور بن فتن، وعقاب بن حمزة، وعبد الرحيم اللهيمق، وثلاثة ضباط عراقيين هم: داوود المدفعي ومحمود الشهوتي وسعيد طلال، والشيخ محمد الخضر الشنقيطي والشيخ مرزوق التخيمي، ومعهم قوة من البدو.
وفي معان استقبله الأهالي استقبالاً حافلاً وكان في استقباله شيوخ معان والشيخ عوده أبو تايه والشيخ غالب الشعلان وفؤاد سليم (أحد قادة الثورة السورية) ومحمد مريود المهيدات. حدّد الأمير عبد الله هدفَه من القدوم وهو تحرير سوريا من الاستعمار الفرنسي. وأعلن نفسه نائباً للملك فيصل، ودعا أعضاءَ المؤتمر السوري إلى عقد اجتماع في معان، وأرسل الرسائل لزعماء شرقي الأردن للقدوم إلى معان، ودعا الجيش السوري للالتحاق به في معان، فالتفّ حوله رجال الحركة الوطنية، ووصل إلى معان على الفور كل من: الشيوخ حمد بن جازي وأحمد مريود ومثقال الفايز ومشهور الفايز وحديثة الخريشة وشيخ العيسى وحسين الطراونة وعطوي المجالي وسعيد خير وسعيد المفتي والرئيس عبد القادر الجندي والرئيس محمد علي العجلوني والرئيس خلف التل والملازمون: أحمد التل ونبيه العظمة وكامل البديري وبهجت طبارة وخليل ظاظا ونور الدين البرزنجي ومنيب الطرابلسي وعمر المغربي ومبروك المغربي وأسد الأطرش وعدد كبير من زعماء وشيوخ عشائر شرقي الأردن.
يقول الملك عبد الله في مذكراته عن يوم وصوله إلى معان:
| عبد الله الأول بن الحسين | وقوبلت بحماس من أهل معان وباديتها، ووجدت هناك الأمير آلاي غالب بك الشعلان أي (غالب باشا الشعلان)، وكان هذا يقود فرقة الهجانة العثمانية في المدينة المنورة، ولطالما اصطدمت قواته بالمفارز العربية الهاشمية، ثم ترك المدينة إلى تركيا وعاد وأثبت إخلاصه وترقّى إلى أن صار في رتبة أمير لواء في الجيش العربي رحمه الله، ووجدت هناك الرئيس عبد القادر الجندي (عبد القادر باشا الجندي الآن)/ والرئيس محمد علي العجلوني، والمرحوم خلف بك التل وغيرهم | عبد الله الأول بن الحسين |

وأثناء إقامة الأمير عبد الله في معان، وصل إلى معان عوني عبد الهادي حاملا رسالة شفوية من هربرت صمؤيل ينصح فيها الأمير بالعودة إلى الحجاز، وأن لا يحرك ساكنا في شرقي الأردن قبل أن يصل تشرشل إلى القدس، إلا أن الأمير عبد الله لم يبالِ بتحذيرات البريطانيين، فأصدر في معان منشورا ذكر فيه سبب قدومه، ومبينا دور فرنسا في هدم عرش سورية، وخيانة عهود الحلفاء للعرب قائلا: «كيف ترضون أن تكون العاصمة الأموية مستعمرة فرنسية ؟ إن رضيتم فالجزيرة لا ترضى وستأتيكم غضبى، وان غايتنا الوحيدة هي نصرتكم وإجلاء المعتدين عنكم»، معلنا تجديد بيعته لأخيه فيصل ملكا على سورية، وأقسم أنه سيعود من حيث أتى بعد إتمام مهمته.
| لا أجد في نفسي أدنى ريب أو أقل شبهة، في أن أبناء الوطن السوري سيتلقون بياناتنا التالية بقلوب ملؤها التصديق والإخلاص. فليعلم أبناء سوريا أن ما أصابهم من الضياع المحزن، من اعتداء رجال الاستعمار الفرنسي على وطنهم ومبادرتهم بسرعة فظيعة غريبة لهدم عرشهم في أول سعيهم لتشكيل حكومتهم التي وضعت أساسها على سياسة الولاء والصداقة لكل الأمم على الإطلاق، وقد أثر هذا على حواس كل عربي على وجه الارض، وفي الوقت نفسه نعلم علماً يقيناً أن أبناء سوريا الكرام هم من جملة المفاخر العربية وركن من أركان الجامعة القحطانية والعدنانية لا يرضون بالذل ولا ينقادون إلى من جاء لإهانتهم في عقر دارهم، وأنهم لا يعذرون أبناء جنسهم إذا منعوا عنهم يد المعونة والمدد في مثل هذه الآونة الخطيرة.. كل عربي يعلم أنكم يا أبناء سوريا تستنصرون وتستثيرون حميته ليأتيكم مسرعا ملبياً مقبلاً غير مدبر... ومن حيث توالت علينا الدعوات وصمًّتَْ آذاننا الصرخات، فها أنا قد أتيت مع أول من لبًّاكم نشارككم في شرف دفاعكم لطرد المعتدين عن أوطانكم بقلوب ذات حمية وسيوف عدنانية هاشمية.....". |
| —منشور الأمير عبد الله بن الحسين إلى أهل سوريا الذي صدر من معان |

لم يحضر أعضاء المؤتمر السوري إلى معان، واشترط الضباط والجنود ضمان (تقاعدهم) أي مستحقاتهم المالية بعد التقاعد ان لم تنجح الحركة، أما كامل البديري فقد طلب ثمانين ألف جنيه ليؤسس أقلام استخبارات ودعاية، وطلب نبيه العظمة مائة وعشرين ألف جنيه للغرض نفسه، وكان الأمير عبد الله لا يملك من المال شيئا حتى أنه اضطر للاقتراض.
سارع الفرنسيون بتقوية دفاعاتهم خشية مهاجمتهم من قبل الأمير عبد الله ومن معه من القادة من الجيش العربي السوري المنحل ومن القادة العرب في الجيش التركي الذين انضموا إلى الثورة العربية، وأرسلت فرنسا مذكرة إلى الحكومة البريطانية بهذا الشأن تتهم فيها بريطانيا بتمويل الأمير وتزويده بالأسلحة، فما كان من اللورد كرزون إلا أن استدعى الأمير فيصل بن الحسين، وأبلغه استياء بريطانيا لما اسماه الحوادث التي تقع في شرقي الأردن، فوصل مندوب الأمير فيصل صبحي الخضراء إلى السلط ثم توجه إلى معان وراسل الأمير فيصل والده الحسين والأمير عبد الله، طالبا منهما التريث ريثما يتم هو المساعي السلمية.
أحدث وجود الأمير عبد الله في معان واتصالاته ودعوته للعرب للاجتماع للبدء في العمل انتصارا للقومية وللنهضة ولمعاني العروبة والأصالة، وقد جاءت ردود الفعل ما بين مشكك ومؤيد لما يجري، ودارت مراسلات بين الأمير عبد الله ومظهر بيك رسلان (الذي كان متصرفا للسلط حينها وأصبح فيما بعد رئيس الوزراء لإحدى حكومات شرق الأردن)، فقد خشي مظهر رسلان من تطورات الوضع، فأرسل رسالة إلى الأمير عبد الله وهو في معان يقول فيها:
| عبد الله الأول بن الحسين | أنه بلغ الحكومة الوطنية عزمكم على زيارة شرق الأردن، فإن كانت هذه الزيارة لمجرد السياحة فإن البلاد ستقابلكم بالترحيب، وإن كانت الأغراض سياسية فالحكومة ستتخذ كل الأسباب المانعة لزيارتكم | عبد الله الأول بن الحسين |

فرد عليه الأمير عبد الله قائلا:
| عبد الله الأول بن الحسين | إنني سأزور شرق الأردن زيارة احتلالية، وأنا عيّنت من الحكومة العربية الملكية بسوريا، وإنني أنوب الآن عن جلالة الملك فيصل، ويجب أن تعلم ذلك، وانه لمن واجبك تلقي الأوامر من معان وإلا فسيعين غيرك محلك | عبد الله الأول بن الحسين |

وفي اجتماع لحكومة الكرك المحلية، أعلن حسين الطراونة موقفه المؤيد لقدوم الأمير عبد الله إلى معان، وذلك للأسباب التي ذكرها في ذاك الاجتماع كما يلي:
- ان الشريف الحسين بن علي هو الخليفة الشرعي لبلاد الشام، وتحريرها مسؤولية تقع على كل مواطن في هذه البلاد، ويقضي الواجب الترحيب بالأمير عبد الله، والوقوف معه لتحرير سورية من الفرنسيين.
- لم تستطع الحكومات المحلية - وفي مقدمتها حكومة الكرك - أن تفرض هيبتها في المناطق الثلاث التي تألفت فيها.
- ثبت عجز رجال الدرك المحلي في الكرك عن حفظ الأمن، حتى أصبحت الكرك مرتعاً للقوات البريطانية التي جاء بها المستر (كركبرايد) من فلسطين وهذه القوات لم تستطع معالجة المحاربة بين العشائر الكركية، بل زادت من حالة التوتر بين المعايطة والذنيبات.
- ان قدوم الأمير عبد الله إلى بلادنا، يعني تشكيل حكومة عربية واحدة برئاسة الأمير، وهذه الحكومة هي وحدها القادرة على حل كل الخلافات والمحاربات بين العشائر الأردنية وبخاصة في الكرك.
- نحن وفي أوضاعنا الحالية المالية والامنية وحتى العشائرية، لا نستطيع تحقيق ما تعهدنا به إلى الأهلين. لذلك سنحمي أنفسنا من القال والقيل، ونترك الأمر لأهل الأمر والتجربة.
- ان بريطانيا غير واضحة في تعاملها مع الحكومات المحلية، ولم تود تنفيذ سياسة موحدة في فلسطين وشرقي الأردن، ولم ترغب في الانفاق على هذه الحكومات، فحكومتنا مفلسة ولا تملك قرشاً لرواتب الدرك.

أيد أعضاء المجلس الاستشاري واعضاء الحكومة ما جاء في منشور حسين الطراونة، وقرروا الذهاب إلى معان للترحيب بالأمير عبد الله، وسارع المندوب السامي البريطاني في فلسطين باصدار بيان رسمي تجاه حركة الأمير عبد الله في معان وأمر بتوزيعه في عمان والكرك حصراً، وكان تاريخ هذه المنشور يوم 16 ديسمبر 1920م وجاء فيه: «تروج اشاعات في شرقي الأردن بأن قوة عربية تقصد مهاجمة الافرنسيين. وأيضاً تروج اشاعات بأنه إذا حدثت هذه الحركات فالحكومة البريطانية تستحسنها. فليكن معلوماً بأن هذه الاشاعات كذب وبهتان وإذا حدثت هذه الحركات فالحكومة البريطانية بالعكس لا تستحسنها ولا توافق عليها مطلقاً بل تحتقر الذين يشتركون فيها».
وبعد أن أمضى الأمير عبد الله في معان ما يقارب أربعة أشهر، ودّع الأهالي الذين أحسنوا الضيافة وكانوا أهل الكرم والجود والأصالة، وخطب في الجمع كلمة مختصرة قال فيها:
| عبد الله الأول بن الحسين | إنني الآن مودعكم، وأود أن لا أرى بينكم من يتعزى إلى إقليمه الجغرافي، بل أحب أن أرى كلا منكم ينتسب إلى تلك الجزيرة التي نشأنا فيها وخرجنا منها، والبلاد العربية كافة هي بلاد كل عربي | عبد الله الأول بن الحسين |

وهكذا تحرك الركب الهاشمي من معان إلى عمان في يوم الاثنين 28 فبراير عام 1921م.

## الوصول إلى عمان
عندما وصل الأمير عبد الله إلى محطة الجيزة يوم الثلاثاء في الأول من مارس عام 1921م، اعترضه عند باب القطار مظهر رسلان حاكم السلط حينها وطلب منه العودة إلى معان قائلا أن المعتدين البريطانيين في شرق الأردن قد انسحبوا إلى فلسطين وأخلوا الطريق لفرنسا كي تخرجكم إن دخلتم. وهنا يصف الأمير عبد الله هذا الموقف في مذكراته فيقول:
| عبد الله الأول بن الحسين | وكانت يده ترتجف وهو متعلق بشباك عربة القطار، فقلت له: لا بأس عليك ولا خوف علينا، ثم دفعت يده من ملتزمها فانحط إلى الأرض | عبد الله الأول بن الحسين |

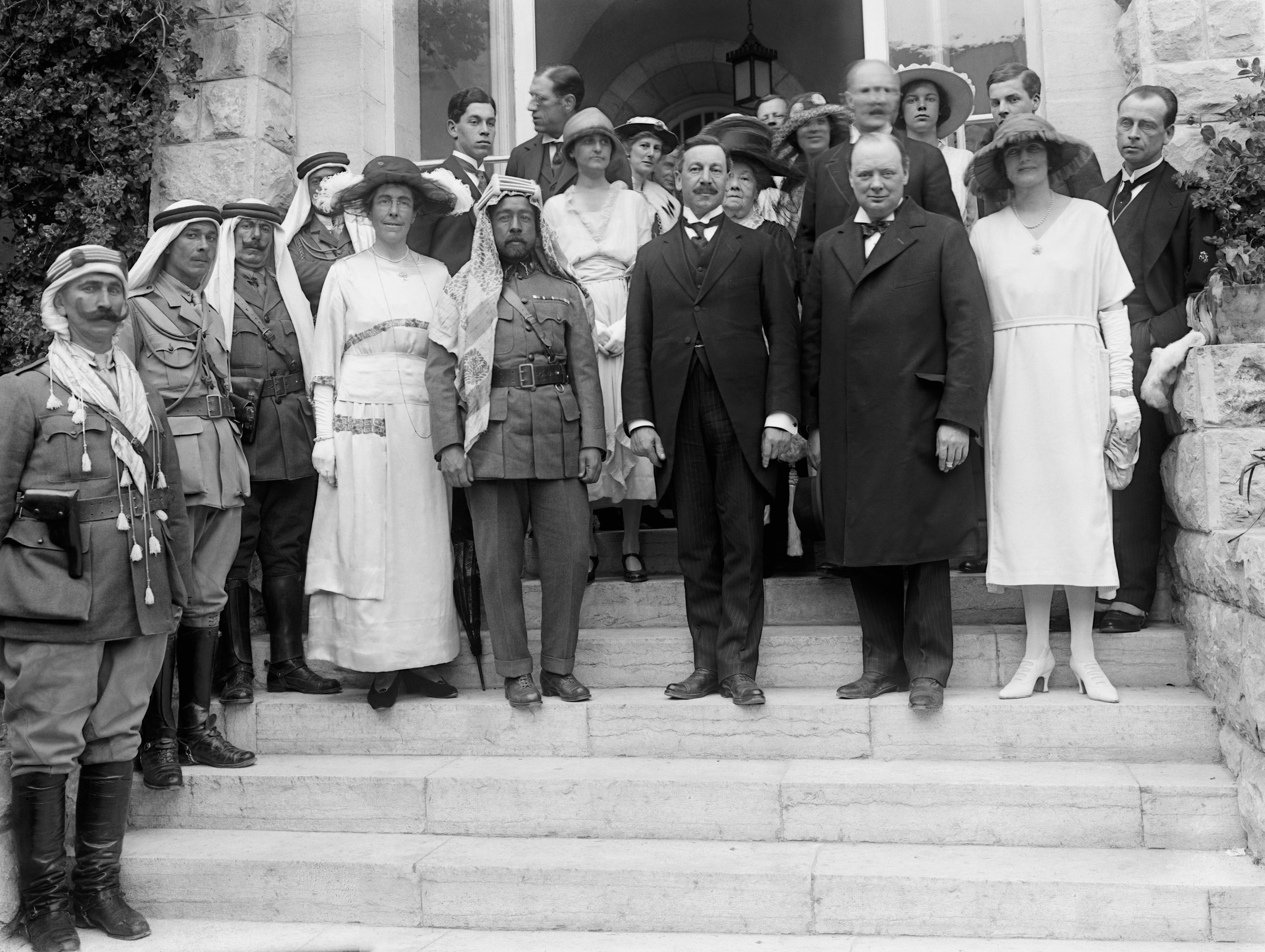
الملك عبد الله مع ونستون تشرشل سنة 1921م

عزم الأمير عبد الله على إكمال مسيرته واستقبله شيوخ القبائل من بني صخر  في محطة الجيزة وأكرموه ومن معه من شيوخ الحويطات والكرك ومعان الذين رافقوه من معان. أقام الأمير عبد الله تلك الليلة بين عشيرته وأهله، وفي اليوم الثاني أكمل القطار رحلته إلى عمان وتوقف في ماركا الشمالية الساعة الحادية عشر ظهراً من يوم الأربعاء الثاني من مارس من عام 1921م، حيث كان في استقبال الأمير عبد الله جمع من أهالي عمان وشيوخ المنطقة والشراكسة وأهالي ناعور ووادي السير وغيرهم. في اليوم التالي (أي الخميس 3 مارس1921م) خطب الأمير عبد الله في الجموع قائلا:
| عبد الله الأول بن الحسين | سروركم بنا وترحيبكم لنا واجتماعكم علينا أمر لا يستغرب. أنتم لنا ونحن لكم وإنني لم أغفل كلمة مما جاء به خطباؤكم ووطنيتكم أمر لا يخفى على الكون كله، وضالتكم المنشودة هي عبارة عن حقكم الذي تطلبونه، ويمكنني أن أقول بأن الله لا يترككم هكذا، وأني أقول لكم بأنه إذا جاء الوقت لاستعمال ما تستعمله الأمم من القوة عند ذلك تثبتون بأنكم ما وجدتم ضعفاء، ولكن لا تموتوا بلا شرف، فلا أريد منكم إلا السمع والطاعة، وما جاء بي إلا حميتي وما تحمله والدي من العبء الثقيل. ولو كان لي سبعون نفساً بذلتها في سبيل الأمة لما عددت نفسي أني فعلت شيئا | عبد الله الأول بن الحسين |

وبوصوله إلى عمان انتهى عهد الحكومات المحلية التي انتظمت تحت الراية الهاشمية، وشرع الأمير عبد الله بإقامة نظام سياسي وحكم مركزي. فعين عوني عبد الهادي رئيساً للديوان ثم أرسل مع الشيخ كامل القصاب رسالة إلى أعضاء حزب الاتحاد السوري وأحزاب الجالية السورية في مصر ليعلمهم بأهدافه. وصل كامل القصاب مصر يوم 18 مارس 1921م وكان مما جاء في الرسالة:
| عبد الله الأول بن الحسين | حضرات الأفاضل أعضاء حزب الاتحاد السوري وأحزاب الجالية السورية العربية بمصر حفظهم المولى. السلام عليكم،.... فقد حملت إليكم الأنباء ولا ريب خبر قدومي عمان الذي لم يبعثني عليه غير رغبتي بتحرير البلاد السورية وإنقاذها مما ألم بها | عبد الله الأول بن الحسين |

## الخطاب الأول ومفاوضات التأسيس

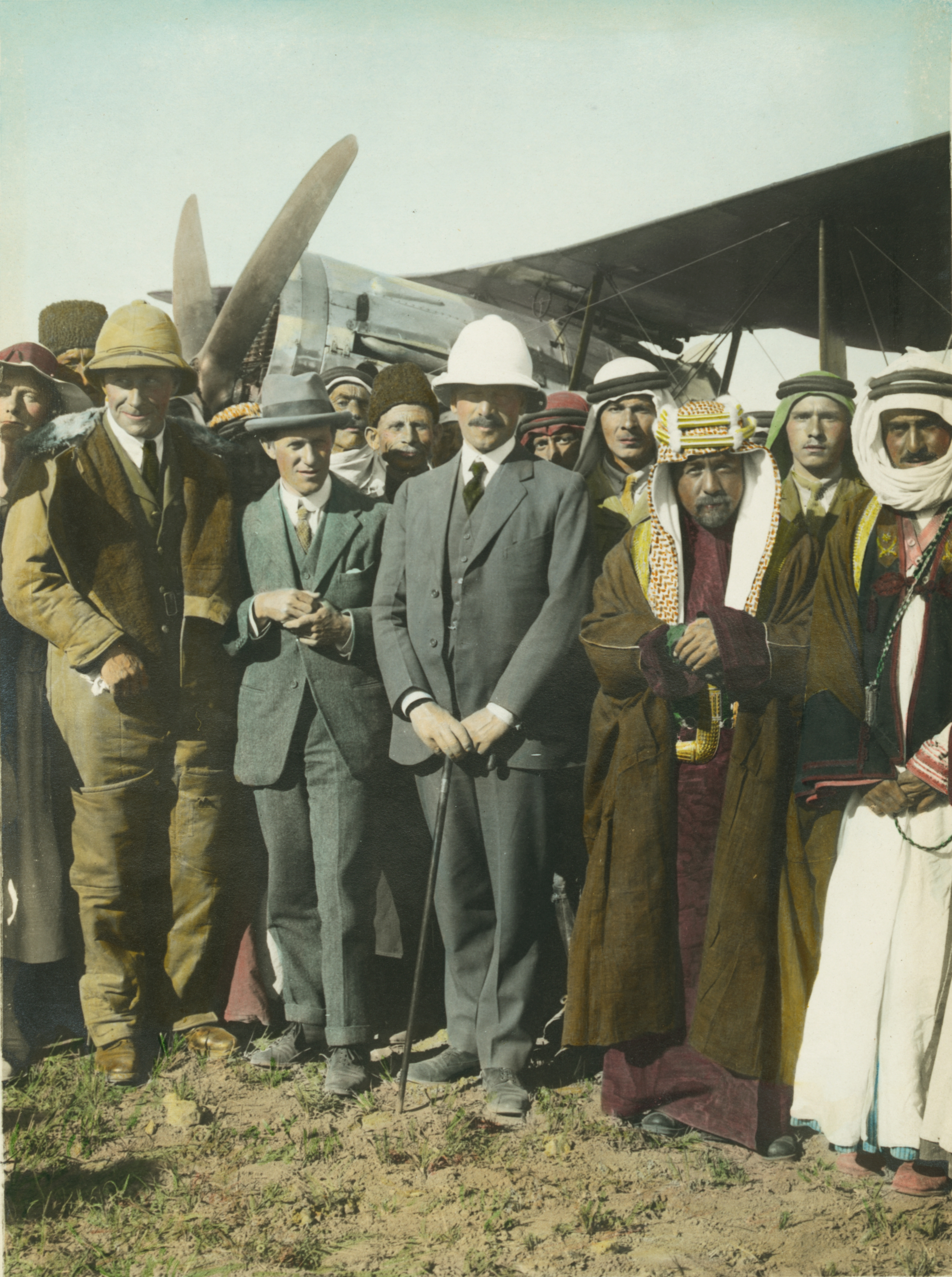
الأمير عبد الله مع السير هربرت صموئيل (في الوسط) ولورانس (يسار)، مطار عمان، 1921

بدءاً من شهر يناير عام 1920م كان المندوب السامي البريطاني هربرت صموئيل يرسل وبشكل دوري العديد من التقارير إلى الحكومة البريطانية تتحدث عن ازدياد النشاط الهاشمي في المنطقة، وأن الأمير عبد الله لديه خطة لمهاجمة الفرنسيين في دمشق، وأن عمان أصبحت مركزاً لكل الأحرار والوطنيين التي كانت تسميهم السلطات الفرنسية والبريطانية بالخارجين عن القانون، وبينما كانت هذه الأحداث تتسارع في عمان كان الشريف الحسين بن علي يتابع الوضع من الحجاز، أرسل الشريف حسين برقية للأمير عبد الله يقول فيها :
| عبد الله الأول بن الحسين | إن وزير المستعمرات البريطاني المستر تشرشل موجود في القدس وربما طلب زيارة وادي عربة أو رغب في أن يدعوك إلى القدس ليراك، فإذا كان أحد الشقين من رغباته فأتم ذلك بكل إكرام ورعاية. | عبد الله الأول بن الحسين |

ولم يمضِ وقت طويل حتى استلم الأمير عبد الله دعوة من السير هربرت صموئيل يدعوه لزيارة القدس ومقابلة وزير المستعمرات ونستون تشرشل. أجاب الأمير الدعوة وذهب إلى السلط والتقى هناك بـ لورنس الذي كان بانتظاره، وغادروا جميعهم عبر وادي شعيب باتجاه القدس. يتحدث الأمير عبد الله عن هذه الزيارة فيقول:
| عبد الله الأول بن الحسين | وتوجهنا في اليوم التالي إلى القدس، وتغدينا بالطريق عند المدفع التركي المقذوف في نهير شعيب، وكان معي في سيارتي "لورنس" وكانت سيارة عسكرية بريطانية يقودها جاويش بريطاني. وكان معي في الركب كل رجالات سوريا وفلسطين ورأيت بالنزل في أريحا جل أعيان فلسطين وعلى رأسهم موسى كاظم الحسيني رحمه الله، ومن علماء، وأعيان ومحامين ورؤساء روحيين فكانت خطب حماسية وأجوبة مناسبة | عبد الله الأول بن الحسين |

استغرقت مباحثات الأمير عبد الله في القدس مع ونستون تشرشل 3 أيام (في 28 و29 و30 مارس 1921م)، وتم فيها بحث العديد من القضايا في ضوء ما أفرزه مؤتمر الشرق الأوسط في 12 مارس 1921م، وكذلك توصيات لورنس وتوصيات واقتراحات هربرت صموئيل، إضافة للمطالب اليهودية باعتبار أرض الأردن هي جزء من وعد بلفور، ولكن 
نجاح الأمير عبد الله في مفاوضاته مع تشرشل كان سببا في إصدار قرار من عصبة الأمم التي كانت تمثل الشرعية الدولية حينها بالاعتراف بشرق الأردن كوحدة جغرافية وسياسية مستقلة.صدر القرار الذي وافقت عليه عصبة الأمم في 23 سيبتمبر 1922م ونص على ما يلي :
«لا تطبق المواد التالية من صك الانتداب الفلسطيني على القطر المعروف باسم شرقي الأردن والذي يشمل جميع المقاطعات الواقعة إلى شرق خط يمتد من نقطة واقعة على خليج العقبة على بعد ميلين إلى الغرب من بلدة العقبة، ماراً من منتصف وادي عربة والبحر الميت ونهر الأردن حتى المنطقة التي يلتقي فيها هذا النهر بنهر اليرموك ثم منتصف هذا النهر حتى الحدود السورية»
كان واضحا أن بريطانيا تسعى لإعادة ترتيب أوضاع المنطقة، ليس من أجل مصالح سكان المنطقة وأوضاعهم وإنما حفظا للمصالح البريطانية وللنفوذ والوجود البريطاني في المنطقة الذي أصبح مهددا بسبب تزايد النفوذ الفرنسي. لهذا السبب كان هربرت صموئيل يطلب من حكومته البريطانية بشكل مستمر إرسال قوات عسكرية لاحتلال شرق الأردن. كان الوضع في العراق مقلقا بالنسبة لبريطانيا حيث برزت مسألة عرش العراق، وكان يقلقها أيضا النشاط الهاشمي والتفاف الشعب حول الأمير عبد الله بن الحسين. إضافة لعدم ارتياحها لمواقف الشريف الحسين بن علي المتشددة والثابتة من القضايا العربية. وانتهت هذه المباحثات بزيارة هربرت صموئيل إلى عمان لوضع الأساس للاتفاق على تشكيل للإدارة في جميع نواحيها: الجيش، المال والمعارف، والعدلية وسائر الفروع.

## تأسيس إمارة شرق الأردن

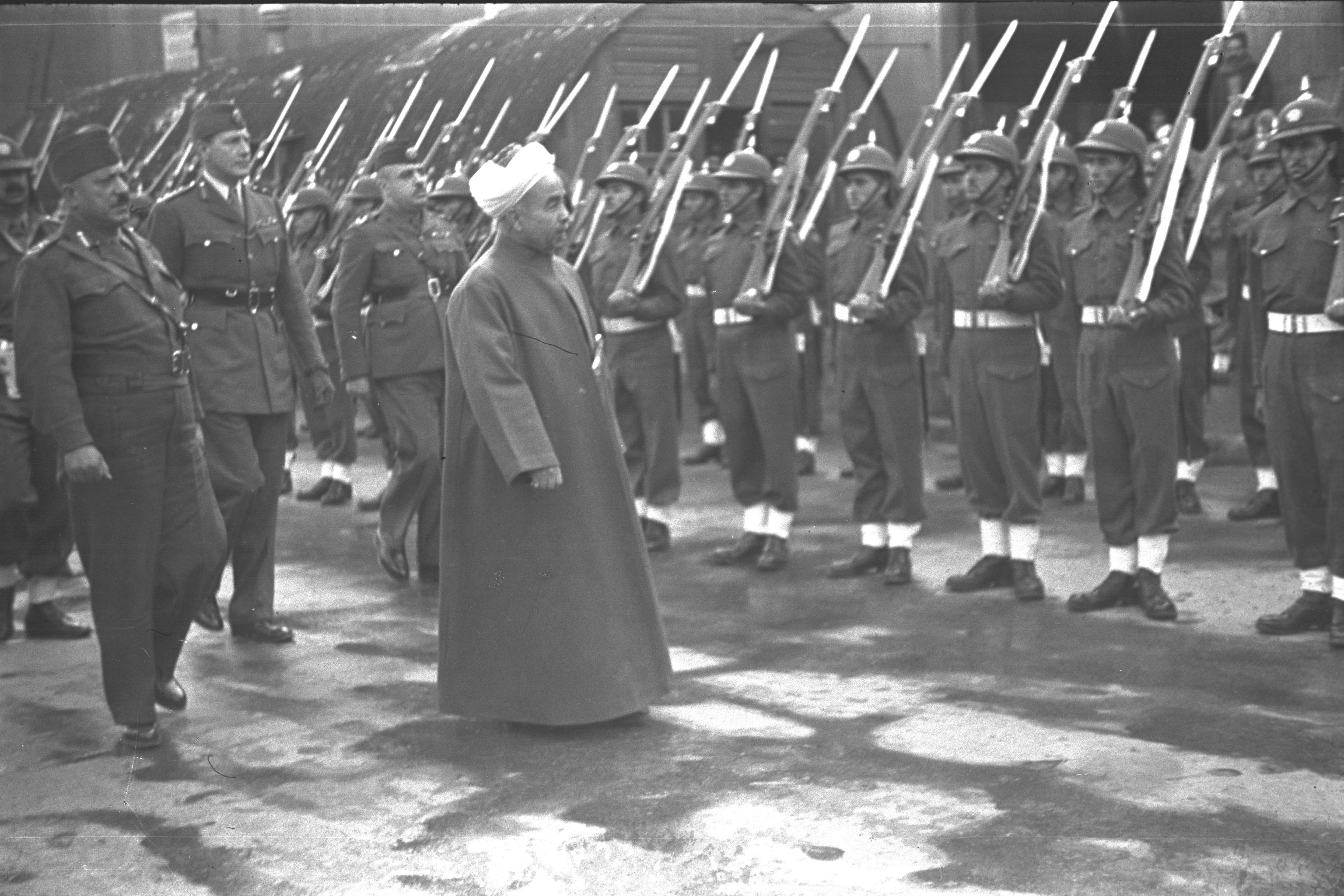
الأمير عبد الله الأردن يتفقد حرس الشرف لجنود من الجيش العربي في ميناء حيفا قبل صعود سفينته إلى تركيا.

انتهت مباحثات الأمير عبد الله مع ونستون تشرشل في 30 مارس 1921م، ليعود بعدها إلى عمان وليشرع بتشكيل أول حكومة أردنية في 11 من أبريل عام 1921م تحت اسم “حكومة الشرق العربي” التي ظلت تحتفظ بهذا الاسم حتى عام 1928، حيث أصبح اسمها الرسميّ “إمارة شرق الأردن”، وقد احتفظت بهذا الاسم حتى إعلان الاستقلال لتصبح “المملكة الأردنية الهاشمية عام 1946. تشكلت الحكومة برئاسة رشيد طليع وهو درزي، وقد سمي الرئيس حينها باسم " الكاتب الإداري" " وسمي المجلس بــ "مجلس المشاورين" الذي تشكل من سبعة أعضاء وهم :
- رشيد طليع كاتبا إداريا ورئيس مجلس المشاورين ووكيل الخارجية.
- الأمير شاكر بن زيد (حجازي) نائب لشؤون العشائر.
- الشيخ محمد الخضر الشنقيطي قاضي القضاة.
- (حجازي) مظهر بك رسلان (سوري) مشاور العدلية والصحة والمعارف.
- علي خلقي بك مشاور الأمن والانضباط.
- حسن بك الحكيم مشاور المالية.
- أحمد مريود معاون نائب العشائر.

أسس الأمير عبد الله الجيش العربي عام 1923، وتعددت إنجازاته الداخلية في قطاعات المواصلات والتعليم والصحة والزراعة والثقافة والحياة الأدبية والمشاريع، وعمل على استثناء الأردن من وعد بلفور عام 1922، ووقّع سلسلة من المعاهدات الأردنية - البريطانية ابتداءً من 25 شباط 1928، وفي العام نفسه أصدر القانون الأساسي الذي نظم السلطات الثلاث (التنفيذية والتشريعية والقضائية)، وأجرى أول انتخابات تشريعية عام 1929.

## الاستقلال والمناداة به ملكاً
خاض الأمير عبد الله حروب الاستقلال بعد مفاوضات شاقة وطويلة مع بريطانيا، انتهت بتوقيعه وثيقة الاستقلال في قصر رغدان يوم 25 أيار 1946 والتي تضمنت إعلان الأردن حكومةً مستقلة استقلالاً تاماً وذات حكم ملكي وراثي، والمناداة بالأمير عبد الله ملكاً دستورياً للبلاد بلقب ملك المملكة الأردنية الهاشمية، وتعديل القانون الأساسي الذي صدر على إثره الدستور الثاني عام 1947.
وانطلاقاً من مبادئ الثورة العربية القائمة على الوحدة والحرية والاستقلال، حرص على إقامة علاقات أردنية - عربية قائمة على الاحترام المتبادل وحسن الجوار والمصالح المشتركة وخاصة مع مصر وسوريا والعراق والسعودية، تمثلت المبادئ العربية للأمير عبد الله في طرحه للمشاريع القومية كمشروع سوريا الكبرى، كما دعم الثورة السورية الكبرى، وكان في طليعة الموقّعين على ميثاق الجامعة العربية عام 1945، وحضرَ مؤتمر أنشاص في مصر عام 1946، وأبدى الموافقة على مشروع الهلال الخصيب، وحافظ على عروبة القدس خلال حرب عام 1948، حيث قدم أبناءُ الجيش العربي أرواحهم فداءً للقدس وفلسطين. كما أُعلن في عهده عن قرار وحدة الضفتين في 24 أبريل 1950.

## السياسة الداخلية

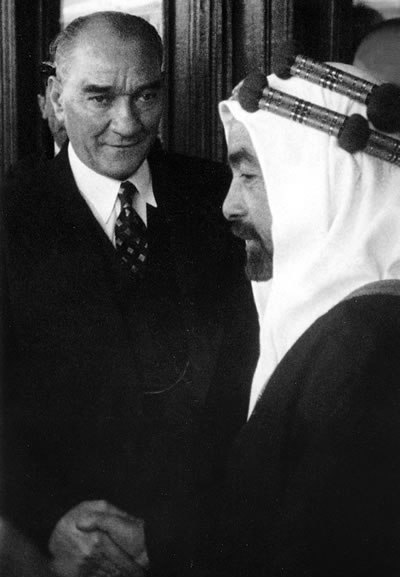
الملك عبد الله مع مصطفى كمال أتاتورك 1937.

شهد الأردن في عهد الملك عبد الله الأول إنجازات عديدة سواء على الصعيد الوطني أو الخارجي، فبعد فترة قصيرة من إعلان استقلال الأردن صدر دستور عام 1947م وألغي العمل بالقانون الأساسي الصادر عام 1928م. وتحول نظام الحكم من أميري إلى ملكي نيابي وراثي، وبموجب دستور عام 1947م أصبح الملك رئيساً للسلطتين التنفيذية والتشريعية. وألغيت المجالس التشريعية ليحل مكانها مجلس الأمة الذي يتكون من مجلس الأعيان المعين من الملك ومجلس النواب المنتخب من الشعب. كما صدر في عهد الملك المؤسس قانون الانتخاب بعد وحدة الضفتين عام 1950م  حيث أصبح من حق المواطنين في الضفة الغربية انتخاب أعضاء مجلس النواب والترشيح له. أهتم الملك عبد الله الأول بالتعليم ففتح المدارس التي كانت شبه معدومة في الحقبة العثمانية واهتم بالصحة والتجارة والزراعة.
كما اهتم الملك المؤسس بالقوات المسلحة وظل يرعى الجيش العربي ويعمل على تنميته وتطويره حتى أصبحت قوة الجيش العربي في مايو عام 1948 تتألف من أربع كتائب آلية، وبطاريتي مدفعية وسبع سرايا مشاة، وكان للجيش العربي مشاركته في حرب فلسطين عام 1948 في بوابات القدس واللطرون، وباب الواد وجنين وغيرها وسقط منه العديد من الشهداء، وعندما وجد الملك عبد الله أن جبهة المواجهة مع إسرائيل أخذت تزداد، وأصبحت أكثر اتساعاً، دفعه ذلك إلى إعادة تنظيم سرايا المشاة وتشكلت الكتيبتان الخامسة والسادسة وتواصلت عملية النمو والتوسع في الجيش العربي.
وفي عام 1951 ضم الجيش العربي فرقة تتألف من ثلاثة ألوية، وكانت قد أنشئت قبل ذلك بعام مدرسة للمرشحين لتخريج الضباط بما يتلاءم وحاجة الجيش المتزايدة، إضافة إلى عدد من المدارس الفنية ومدارس الأسلحة لتدريب الضباط، كما بدأت في تلك الفترة نواة تأسيس سلاح الدروع والمدفعية والهندسة، وبلغ تعداد الجيش عام 1951 ما يقارب 12 ألف رجل.

## السياسة الخارجية
تميزت سياسة الملك عبد الله الأول الخارجية بالبعد القومي المنطلق من الفكر الهاشمي الحريص على وحدة الأمة العربية وصيانة حقوقها فمن أقواله: (من أحب العرب جمع كلمتهم ووحد صفوفهم وقادهم إلى خيرهم وحفظ لهم صبغتهم، ومن كره العرب دعاهم إلى التفرقة) حيث سعى إلى تطبيق أفكاره القومية في وحدة الأمة العربية. وساند العديد من مشاريع الوحدة العربية التي طرحت عربياً مثل مشروع سوريا الكبرى عام 1943م وجامعة الدول العربية عام 1945م ومشروع وحدة الضفتين عام 1950م.

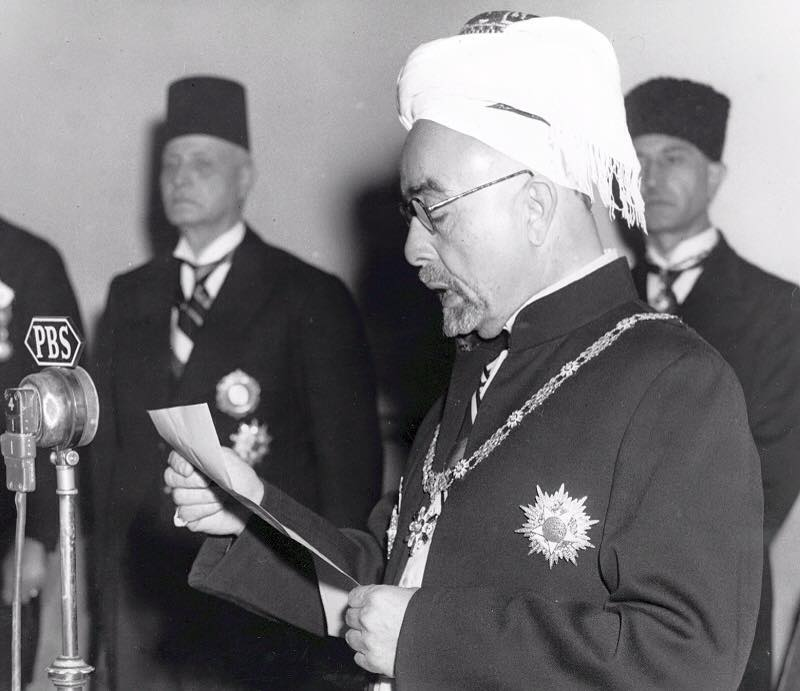
الملك عبد الله يعلن انتهاء الانتداب البريطاني واستقلال المملكة الأردنية الهاشمية، 25 أيار 1946.

أراد الملك عبد الله الأول لوحدة الضفتين أن تكون طريقاً نحو الوحدة العربية الشاملة التي كان ينشدها منذ تأسيس الدولة الأردنية وقد ظلت القدس في وجدان الملك المؤسس طوال حكمه وكان حريصاً على أداء صلاة الجمعة في المسجد الأقصى حتى استشهد على أبوابه.
وبعد إعلان دولة إسرائيل قررت الجامعة العربية دخول الجيوش العربية من الأردن ومصر وسوريا ولبنان والعراق والسعودية إلى فلسطين لمحاربة إسرائيل وتحريرها. فدخل إلى الحرب عام 1948 وقرر حل جيش الإنقاذ بقيادة فوزي القاوقجي وحل منظمة الجهاد المقدس وهي الفرقة الشعبية الفلسطينية التي يقودها أمين الحسيني لأن التناسق لن يكون كاملاً إذا كانت هناك أطراف أخرى في الصراع غير الجيوش العربية. وكان قائد الجيش الأردني في هذه الحرب هو الجنرال غلوب باشا الإنجليزي، ولم تقاتل الجيوش في أي منطقة خارج المناطق المقسمة للعرب في قرار تقسيم فلسطين إلا في بعض المناطق القليلة مثل دخول الجيش العراقي مرج بن عامر المقسوم لليهود وحصار القدس التي يفترض في التقسيم أنها تحت الإشراف الدولي. ذكر الجنرال غلوب باشا في مذكراته «جندي مع العرب».
استطاع الجيش العربي الأردني أن يحافظ على مدينة القدس القديمة والجانب الشرقي من المدينة الحديثة وعلى جزء كبير من أرض فلسطين. وفي عام 1950م تمت الوحدة بين الضفتين بناء على طلب أهل الضفة وبمصادقة مجلس الأمة. في سنة 1949 خلال محادثات الهدنة بين إسرائيل والأردن، تم الاتفاق على خط هدنة بين الأردن وإسرائيل والذي سمي آنذاك «الخط الاخضر». في هذا الإطار عقدت مفاوضات برعاية وسيط الأمم المتحدة رالف بانش بتنسيق كامل مع الملك عبد الله. في عام 1950 اجتمعت وفود فلسطينية من الضفة الغربية في مؤتمر أريحا وطالبت بالوحدة مع الأردن فكان ذلك، وأجريت انتخابات نيابية كانت مناصفة بين أبناء الضفتين.

## اغتياله

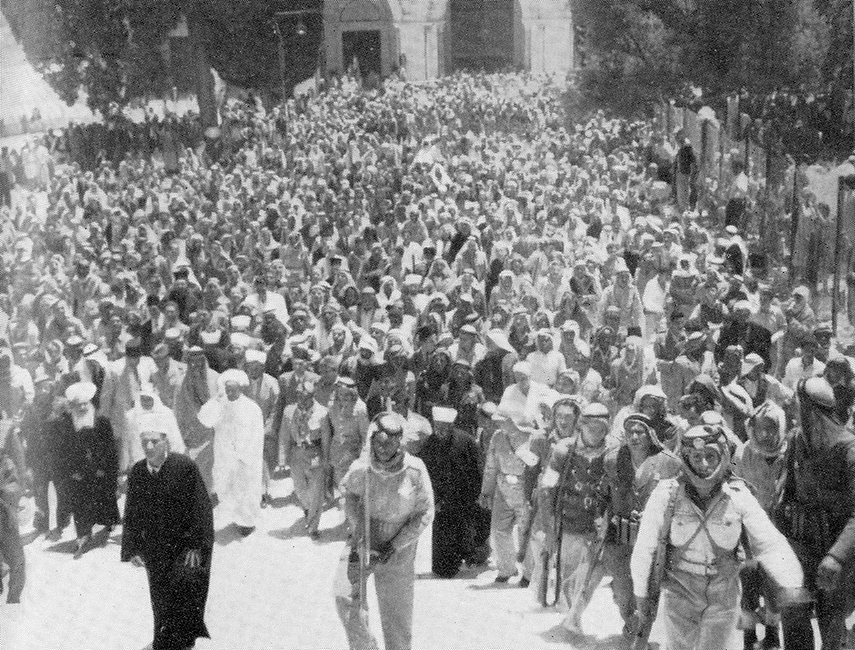
الملك عبد الله، باللباس الأبيض، يغادر المسجد الأقصى قبل أسابيع قليلة من اغتياله، يوليو 1951

عُرف عن الملك عبد الله الأول تردُّده المنتظم على المسجد الأقصى للمشاركة في أداء الصلاة، وفي يوم الجمعة 16 شوال 1370هـ الموافق 20 يوليو 1951م، وبينما كان يزور المسجد الأقصى في القدس لأداء صلاة الجمعة قام شاب يُدعى مصطفى شكري عشو وهو خيَّاط من القدس يبلغ من العمر 21 عامًا باغتياله، بإطلاق ثلاث رصاصات على رأسه وصدره، وكان حفيده الأمير الحسين بن طلال إلى جانبه وتلقَّى رصاصة أيضًا ولكنها اصطدمت بميدالية كان جده قد أصرَّ على وضعها عليه، مما أنقذ حياته. ومع أنه لم يتبين شيء في التحقيقات كان يُعتقَد أن سبب اغتياله التخوُّف من إمكانية توقيع الملك عبد الله اتفاقية سلام منفصلة مع إسرائيل.
اتُهم عشرة أفراد بالتآمر والتخطيط للاغتيال وحوكموا في عمّان، وقد قال الادعاء في مرافعاته: إن العقيد عبد الله التل حاكم القدس العسكري والدكتور موسى عبد الله الحسيني كانا المتآمرَين الرئيسَين، وقيل وقتها: إن العقيد عبد الله التل كان على اتصال مباشر مع المفتي السابق للقدس أمين الحسيني وأتباعه في القسم العربي من فلسطين.

وأصدرت المحكمة حكماً بالإعدام على ستة من العشرة وبرأت الأربعة الباقين، وقد صدر حكم الإعدام غيابياً على العقيد عبد الله التل وموسى أحمد أيوب وهو تاجر خضار وذلك بعد هروبهم إلى مصر مباشرة بعد عملية الاغتيال. كما تمت إدانة موسى عبد الله الحسيني وزكريا عكة وهو تاجر مواشي وجزار، وعبد القادر فرحات وهو حارس مقهى وجميعهم مقدسيون.

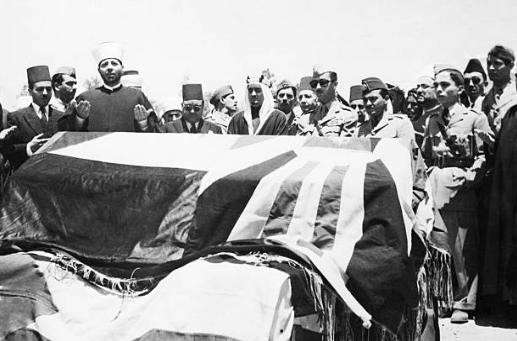
نعش الملك عبد الله الأول في الأردن، 29 تموز 1951.

توجه عبد الرحمن عزام الأمين العام لجامعة الدول العربية آنذاك إلى عمان فورا للتعبير عن حزنه وعزائه بفقدان الملك عبد الله قائلا:«الملك عبد الله خدم الدول العربية طوال حياته والاغتيال جريمة يدينها كل دين».
كما أُرسلت رسائل تعزية من عواصم الشرق الأوسط إلى العائلة المالكة الأردنية. وقد ذكر رالف بانش القائم بأعمال الوسيط في فلسطين في مقر الأمم المتحدة بنيويورك: «كان الملك عبد الله شخصية فريدة في العالم الحديث، كان فيلسوفًا وشاعرًا، لكنه كان أيضًا واقعيًا وسياسيًا. ذكي للغاية. كان من أكثر الرجال الذين عرفتهم ضررًا على الإطلاق. وفي كل تعاملاتي معه فيما يتعلق بالنزاع الفلسطيني، وجدته دائمًا ودودًا وعقلانيًا ويمكن الوثوق بكلماته تمامًا».
نعاه أيضا الجنرال وليام رايلي رئيس أركان لجنة الأمم المتحدة للهدنة في فلسطين قائلا: «إنني آسف للغاية لفقدان شخص طيب للغاية كنت مرتبطًا به شخصيًا ورسميًا، بشأن مسائل تتعلق بمشاكل فلسطين على مدى ثلاث سنوات. لقد فقدت صديقا جيدا».
كما قال متحدث باسم وزارة الخارجية الفرنسية إن الاغتيال يُنظر إليه على أنه علامة مقلقة على زيادة التوتر وعدم الاستقرار في الشرق الأوسط، وذلك بشكل خاص لأنه جاء بعد مقتل رياض الصلح رئيس وزراء لبنان الأسبق، الذي اغتيل في عمان قبل أربعة أيام من اغتيال الملك عبد الله.
نقل جثمان الملك المؤسس جوا إلى عمان ودُفن ضمن الأضرحة الملكية داخل حرم الديوان الملكي الهاشمي وعلى مقربة من قصر رغدان. تولى الحكم بعده ابنه البكرالملك طلال.

## حياته الشخصية

### نسبه

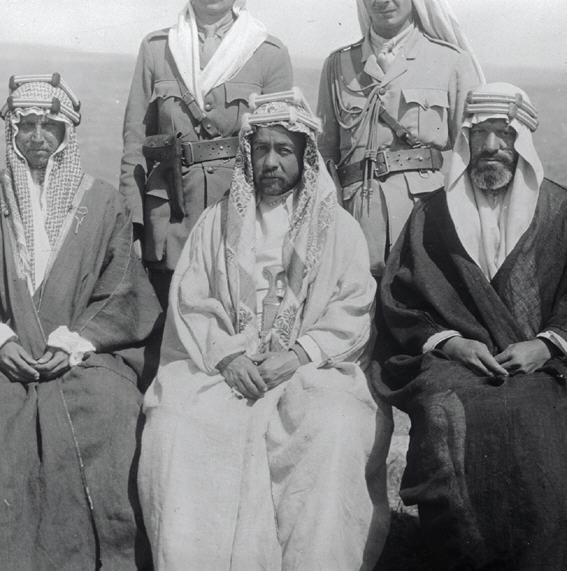
الملك عبد الله (الجالس في الوسط) عام 1920

يعود نسب الملك عبد الله الأول إلى النسب النبوي فهو في الجيل الأربعين من أبناء فاطمة بنت محمد وزوجها علي بن أبي طالب من طريق ابنهما الحسن بن علي. فنسبه هو عبد الله بن الحسين بن علي بن محمد بن عبد المعين بن عون بن محسن بن عبد الله بن الحسين بن عبد الله بن الحسن بن محمد أبو نمي الثاني بن بركات بن محمد بن بركات بن الحسن بن عجلان بن رميثة بن محمد أبو نمي الأول بن الحسن بن علي الأكبر بن قتادة بن إدريس بن مطاعن بن عبد الكريم بن عيسى بن الحسين بن سليمان بن علي بن عبد الله بن محمد الثائر بن موسى الثاني بن عبد الله الرضا بن موسى الجون بن عبد الله المحض بن الحسن المثنى بن الحسن السبط بن علي بن أبي طالب الهاشمي القرشي.

### عائلته
والدة الملك عبد الله الأول هي عابدية بنت عبد الله بن محمد بن عبد المعين بن عون من عبادلة بني هاشم أما إخوته الاشقاء فهم : علي بن الحسين (1879 - 1935) شقيقه الأكبر وثاني وآخر ملوك المملكة الحجازية الهاشمية، وفيصل بن الحسين الملقب بفيصل الأول (1883 - 1933) أول ملوك المملكة العراقية.
أما إخوته غير الأشقاء فهم: الأمير زيد بن الحسين أصغر أبناء الشريف حسين الذي شغل منصب ولي عهد المملكة السورية العربية عام 1920 والأميرة سارة (أو سرة) والأميرة فاطمة وأمهم «عادلة خانم»، والأميرة صالحة (أُمها مديحة) التي تزوجت من عبد الله بن محمد.
تزوج الملك عبد الله الأول مرتين: الأولى من ابنة عمه مصباح (توفيت عام 1961) بنت الشريف ناصر بن علي بن محمد بن عبد المعين بن عون شقيق الشريف الحسين بن علي، وأصبحت بزواجها منه أول ملكة في الأردن وأنجب منها:
- الأميرة هيا (1907-1990) التي تزوجت من الشريف عبد الكريم بن علي بن جعفر آل غالب وهو من ذرية الشريف غالب بن مساعد،
- الملك طلال الأول (26 فبراير 1909م – 4 فبراير 1972م) ثاني ملوك المملكة الأردنية الهاشمية.

وفي المرة الثانية تزوج من عالية أركان (توفيت عام 1968) وتُعرف أيضا باسم (سوزديل خانم) وأنجب منها :
- الأمير نايف (1914 - 1983).
- الأميرة منيرة (1915-1987).
- الأميرة مقبولة (توفيت عام 2001)[23] التي تزوجت من رئيس وزراء الأردن الأسبق الشريف حسين بن ناصر بن علي.[11]

## مؤلفاته
كان الملك عبد الله شاعراً وأديباً، ازدهرت في بلاطه المجالسُ الأدبية التي عُقدت في قصور رغدان وبسمان والمشتى وشهدت مساجلات شعرية، ومطارحات أدبية، ومناقشات دينية وعلمية وحوارات سياسية، وكانت هذه المجالس تضم نخبة من الشعراء والأدباء من الأردنيين والعرب، للملك عبد الله الأول عدة مؤلفات منها:
- عبد الله بن الحسين، مذكرات الأمير عبد الله، تحقيق أ. ليفي بروفنسال، دار المعارف، القاهرة، 1955.
- عبد الله بن الحسين، مذكرات الملك عبد الله، المطبعة الهاشمية، عمان، 1970.
- عبد الله بن الحسين، الآثار الكاملة، الدار المتحدة للنشر، بيروت، 1973.
- الوثائق الهاشمية: أوراق عبد الله بن الحسين (وحدة الضفتين)، المجلد الحادي عشر، جمع وإعداد: د. محمد عدنان البخيت وآخرون، جامعة آل البيت، عمان، 1998.
- من أنا: يتحدّث فيه عن العرب: قديمهم وحديثهم، ويتناول فيه تاريخ الإسلام، والفتوحات حتى العصر العثماني، ولمحة عن الإمارة الهاشمية في مكّة المكرّمة، إضافة إلى نبذة حول العلوم عند العرب، وخاتمة حول الثورة العربية الكبرى. وتجري فصول الكتاب بطريقة السؤال والجواب.
- جواب السائل عن الخيل الأصائل: وهو رسالة وضعها الملك إجابة للشيخ فؤاد الخطيب، وتكلّم فيها عن فضائل الخيل، وأصنافها، وألوانها، وجيادها، وأنسابها، وأجناسها، ووصف الخيل في الشعر العربي.

وقد جمعت معظم مؤلفاته الأدبية والسياسية في مجلد بعنوان “الآثار الكاملة للملك عبد الله بن الحسين”، يتضمن خمسة أجزاء: “الآمالي السياسية”، و”المذكرات”، و”التكملة”، و”عربي يتحدث عن العرب”، و”بين المنثور والمنظوم”.

## الأوسمة والجوائز
بذل الملك عبد الله جهوداً كبيرة في إقامة علاقات أردنية - دولية قائمة على التعاون والاحترام المتبادل، وتقلّد عدة أوسمة أبرزها قلادة محمد علي باشا من مصر، وقلادة بهلوي من إيران، ووسام المخلص من اليونان، ووسام همايون من إسبانيا، ووسام الاستحقاق من لبنان، ووسام أميّة من سوريا، ووسام القديس مايكل من المملكة المتحدة، وميدالية ذكرى حرب معان.

## أنظر أيضًا
- الحسين بن علي شرريف مكة
- إمارة شرق الأردن
- فيصل الأول
- الأردن

## معرض الصور

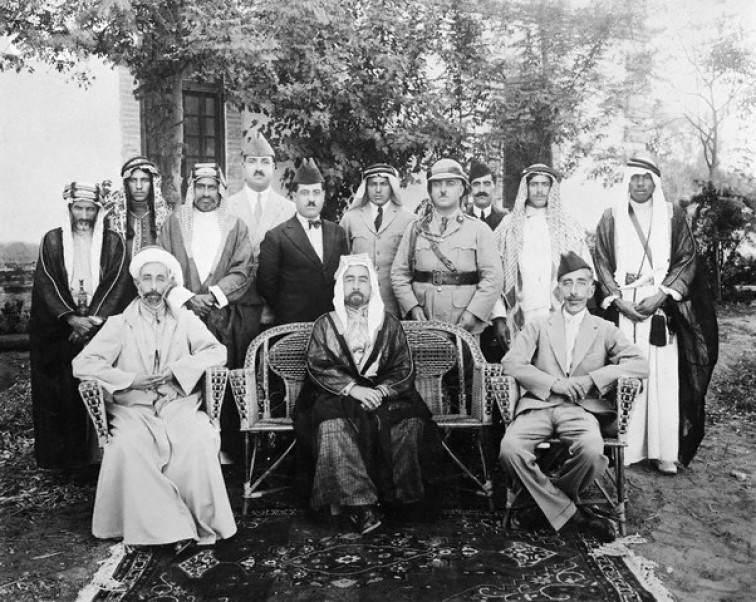
الملك عبد الله مع أخويه الملك فيصل الأول ملك العراق والملك علي ملك الحجاز السابق.
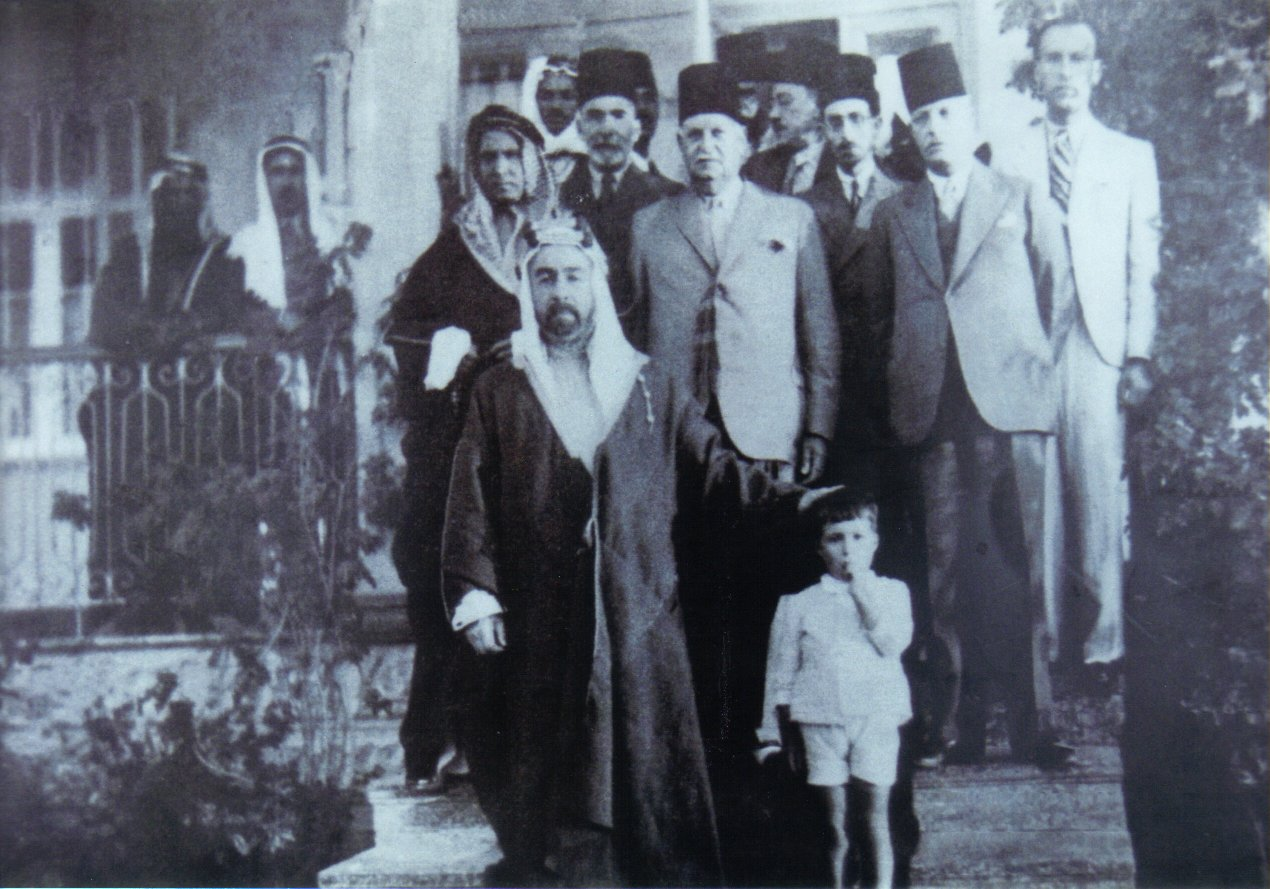
الملك عبد الله مع أهالي فلسطين عام 1930.
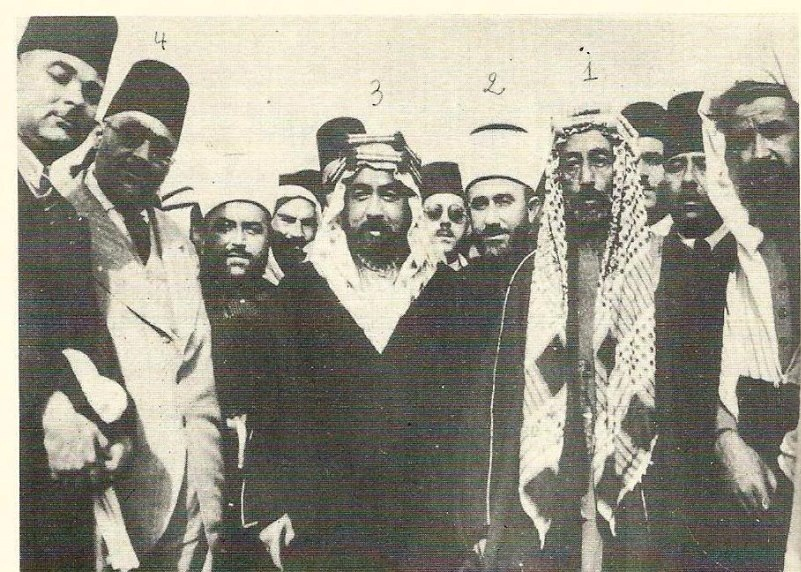
الملك عبد الله مع شيوخ في الشام.
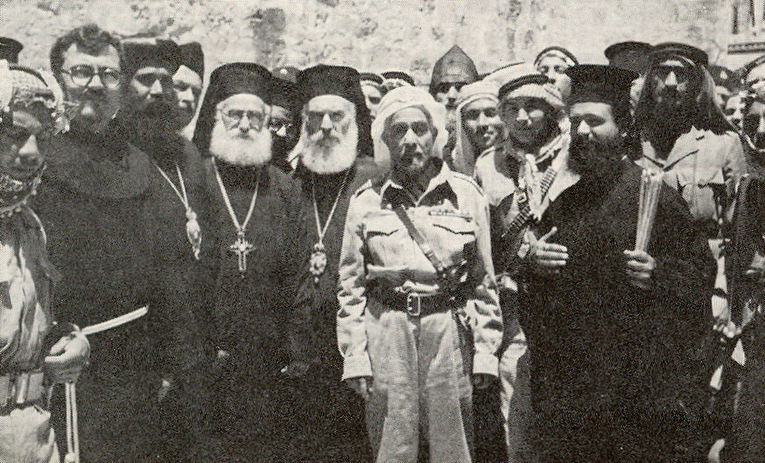
الملك عبد الله أمام كنيسة القيامة في القدس سنة 1948م.
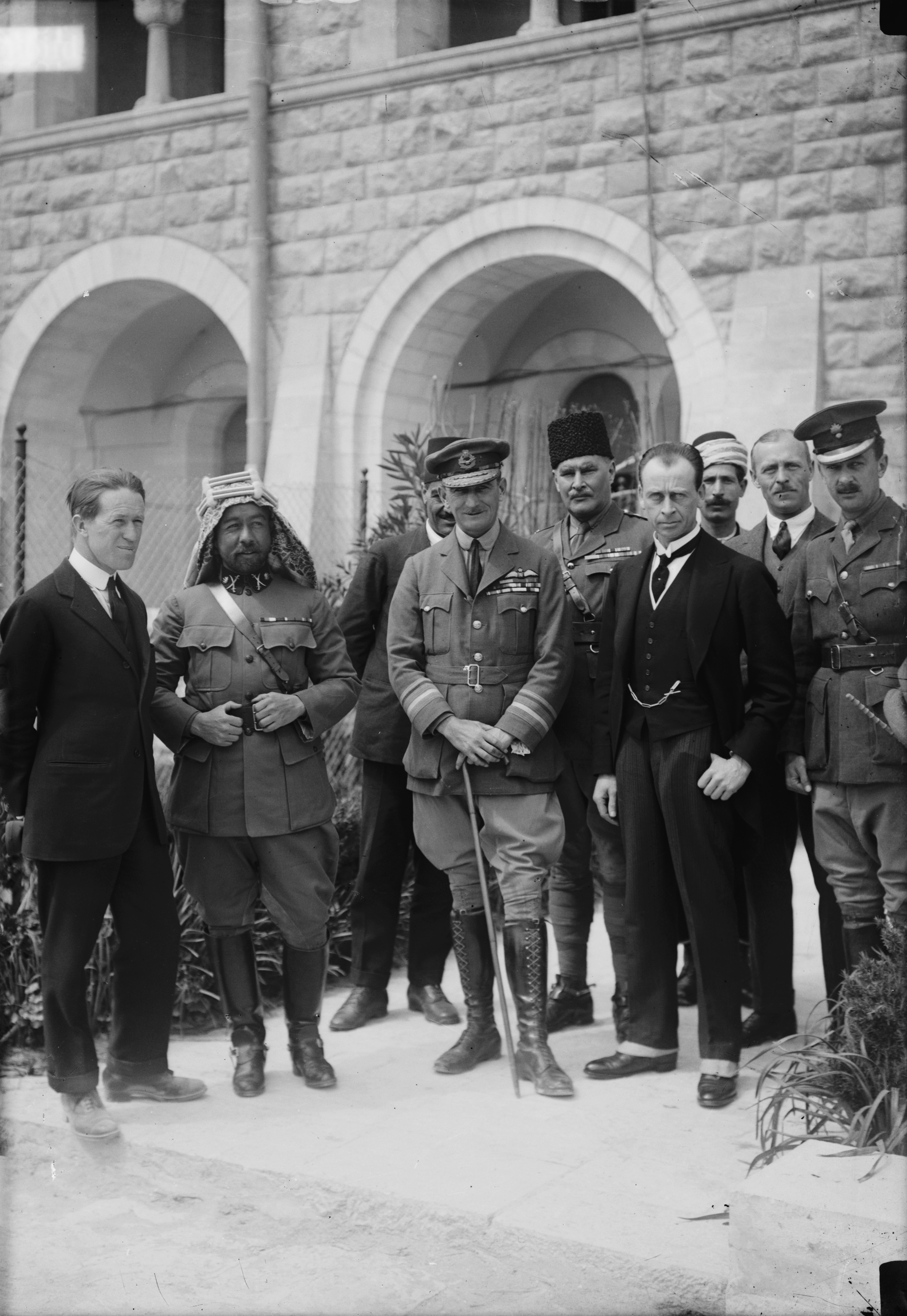
الأمير عبد الله الأول بن الحسين ولورنس العرب الجنرال سالموند قائد القوات الجوية البريطانية, السير هربرت صموئيل, وغيرهم.

## وصلات خارجية
- عبد الله الأول بن الحسين على موقع الموسوعة البريطانية (الإنجليزية)
- عبد الله الأول بن الحسين على موقع مونزينجر (الألمانية)